# Trygonorrhinidae
Trygonorrhinidae – rodzina ryb chrzęstnoszkieletowych z rzędu Rhinopristiformes.

## Rozmieszczenie geograficzne
Do rodzaju należą gatunki występujące w umiarkowanych i tropikalnych wodach oceanów – Atlantyckiego, Indyjskiego i Spokojnego.

## Podział systematyczny
Do rodziny należą następujące występujące współcześnie rodzaje:
- Aptychotrema Norman, 1926
- Trygonorrhina Müller & Henle, 1838
- Zapteryx Jordan & Gilbert, 1880

Opisano również rodzaj wymarły:
- Tingitanius Claeson, Underwood & Ward, 2013